# Гермелін (сир)
Гермелін (чеськ. Hermelín — горностай) — сорт м'якого жирного сиру з білою цвіллю на поверхні, що нагадує французький камамбер, від якого він веде своє походження. Виробляється в Чехії з коров'ячого молока. Текстура м'яка, світла, є щільна кірочка.
Зазвичай подається як закуска до вина, як правило до білого, або як самостійна страва (в тому числі в смаженому або запеченому вигляді). У маринованому вигляді: з часником, цибулею, перцем фефероні і гострим перцем, залитими оливковою олією («накладани гермелін») — традиційна чеська закуска до пива.

## Галерея

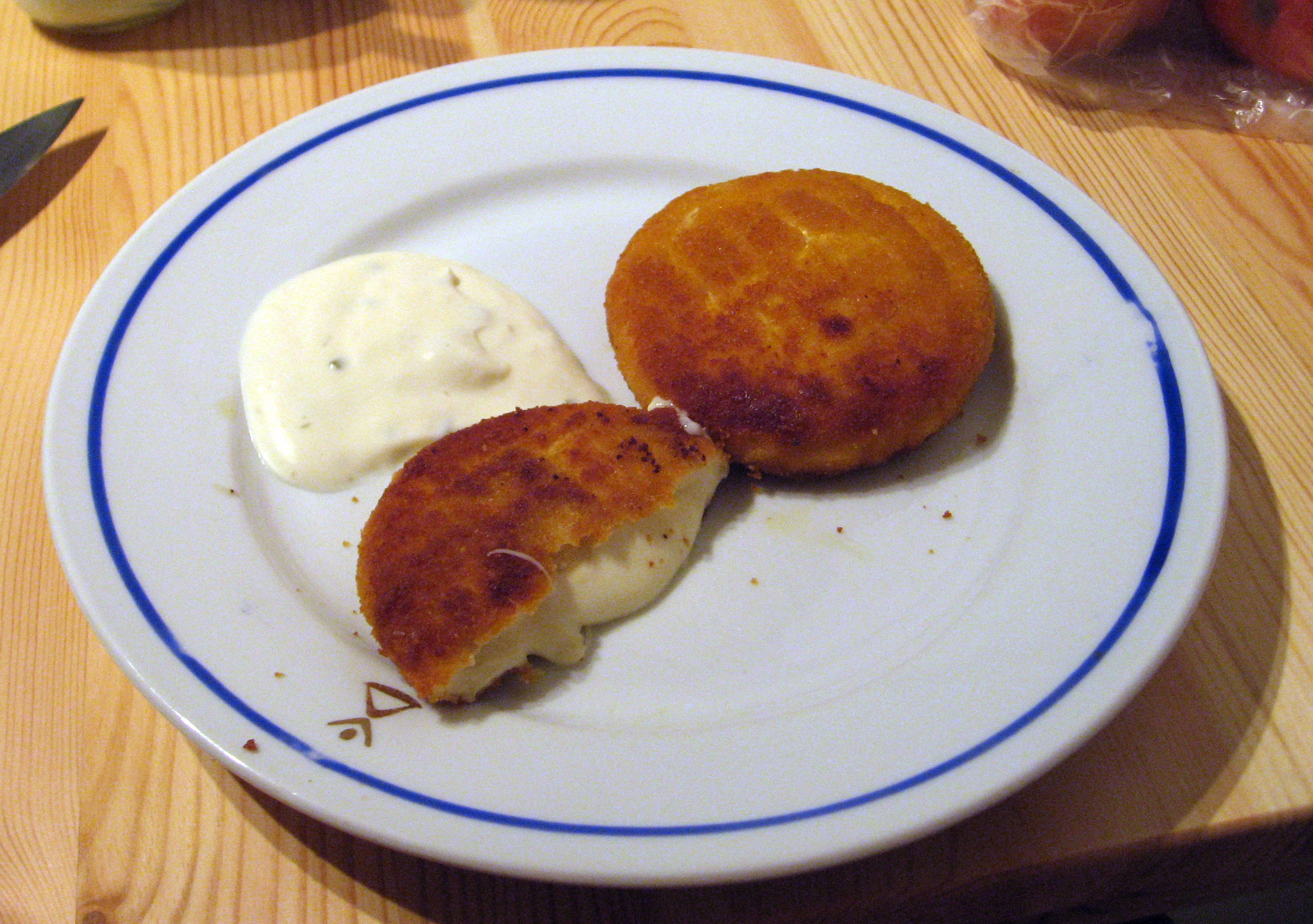
Смажений
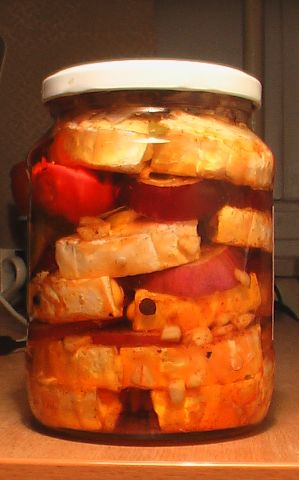
Накладани гермелін в банці
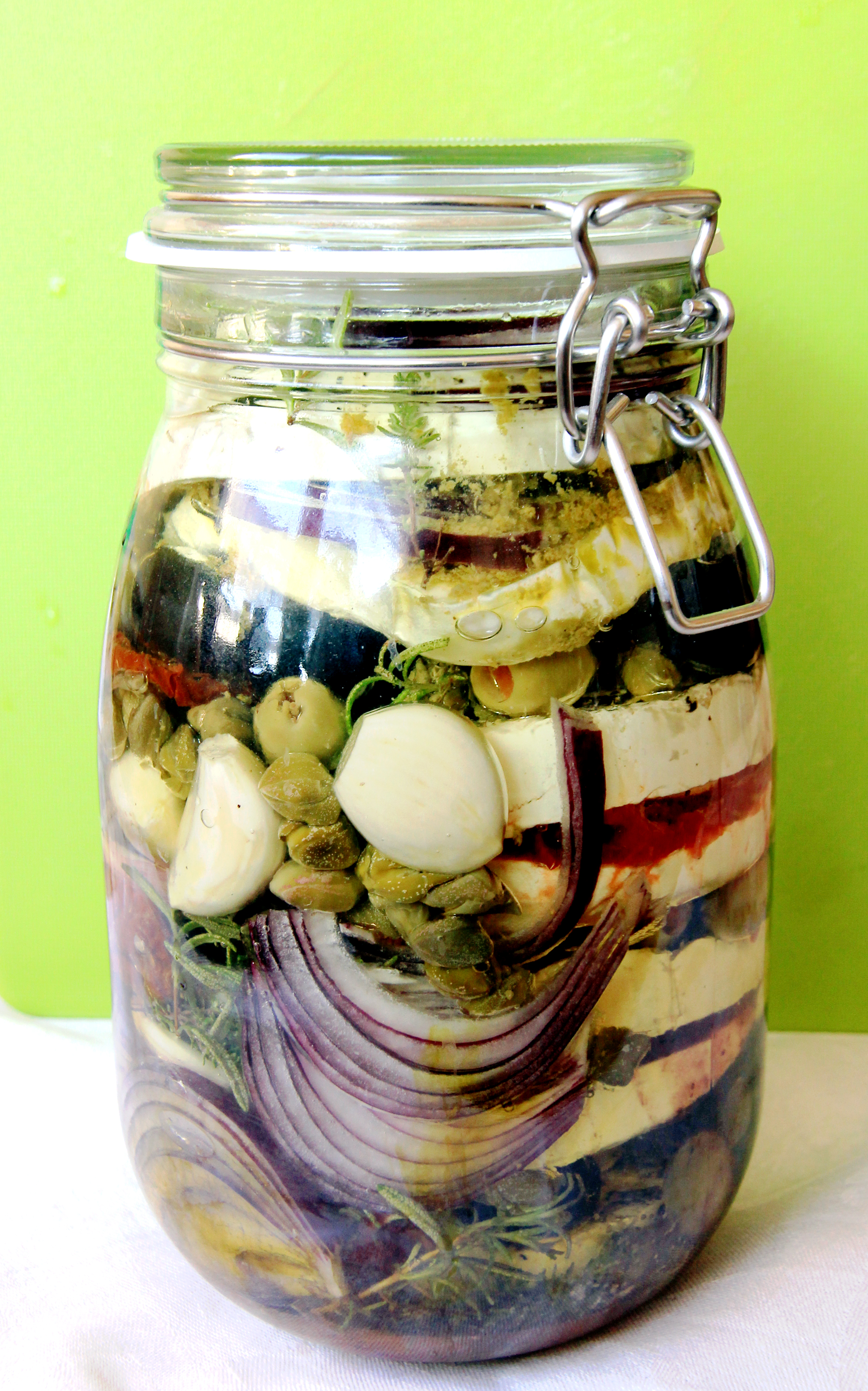
Накладани гермелін в банці
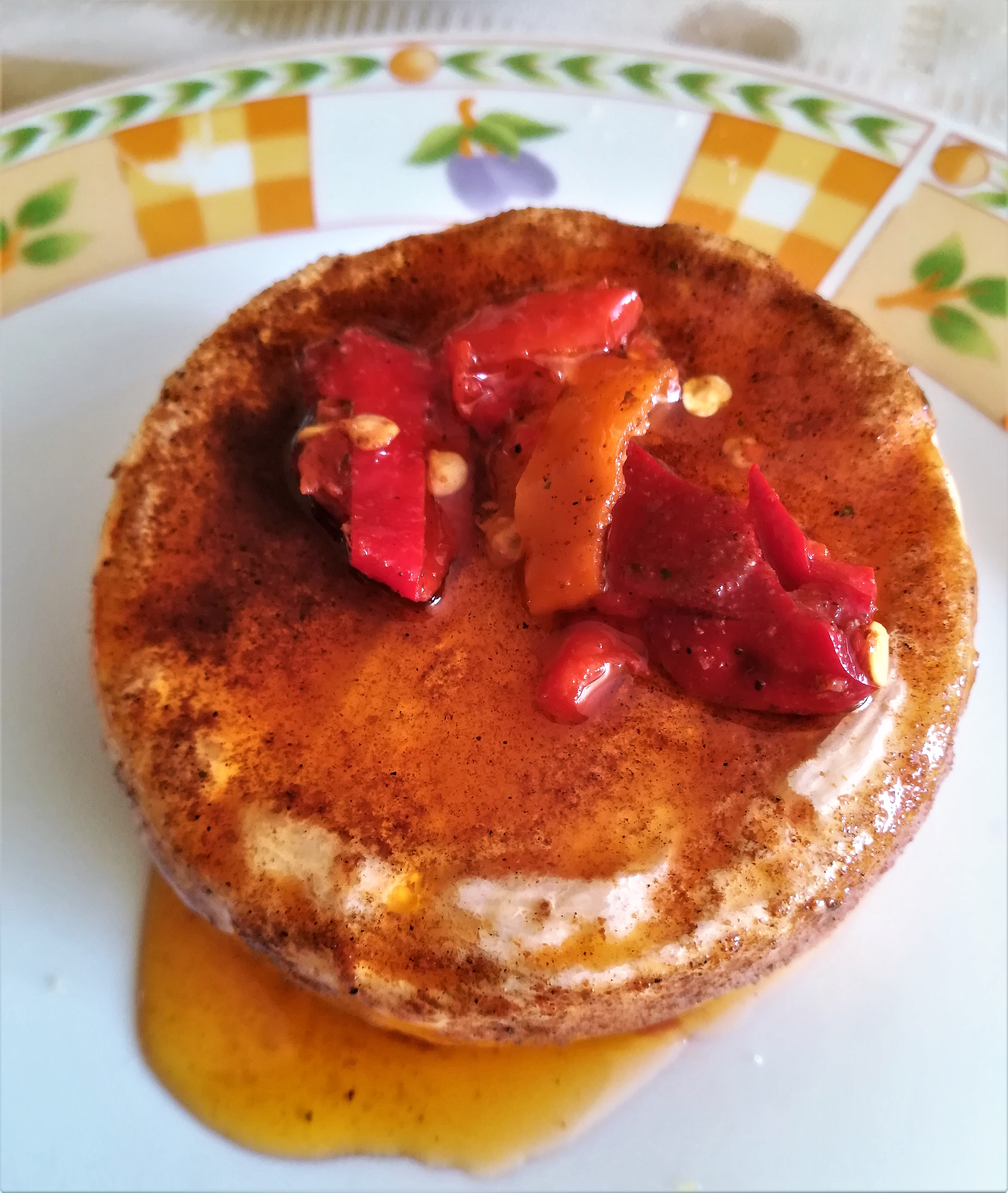
Накладани гермелін в тарілці (Познань)
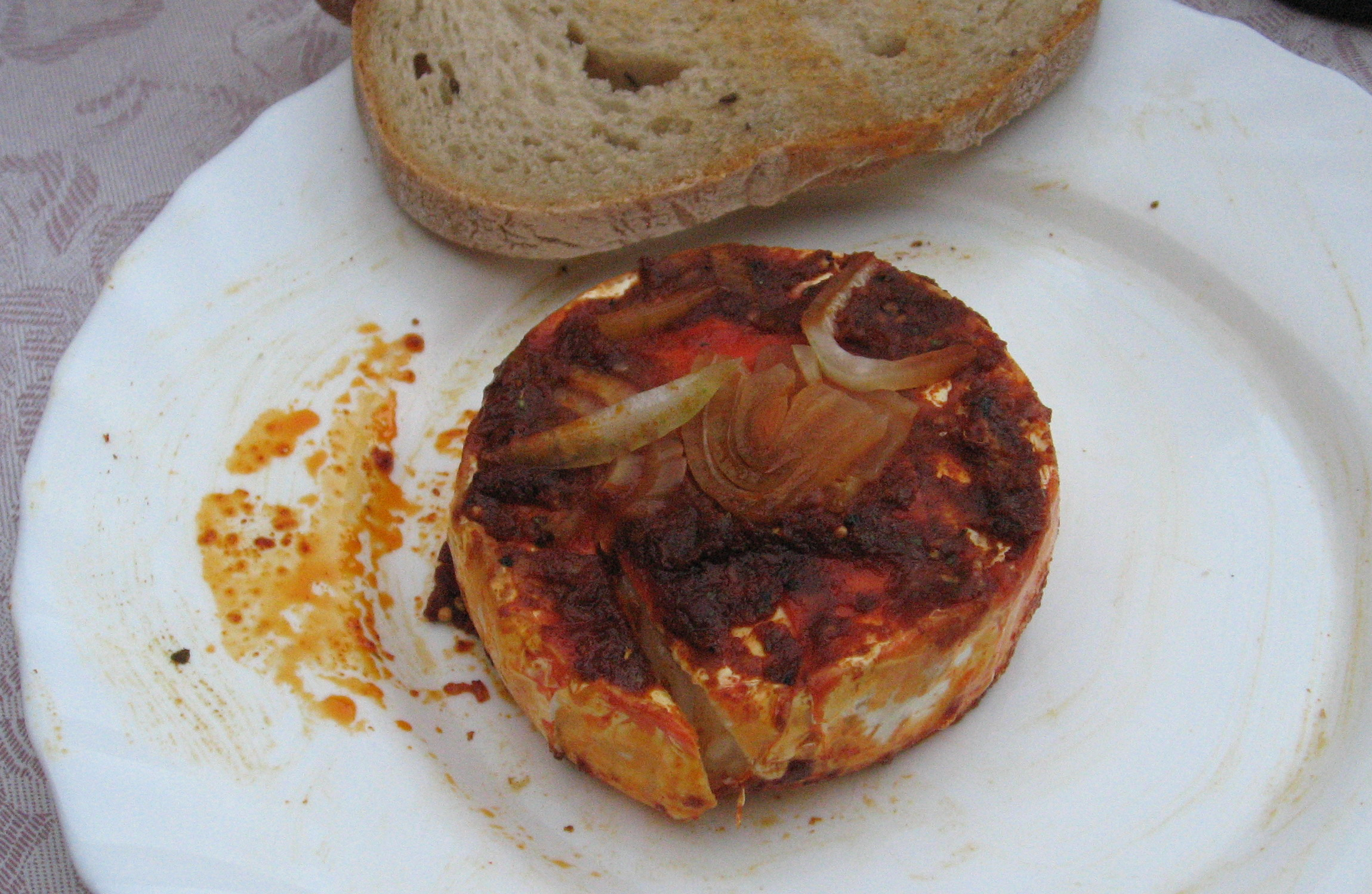
Запечений